# دیویا توار
دیویا توار (۱ اوت ۱۹۸۴ هاریانا) جودوکار هندی است. او نماینده هند در المپیک تابستانی ۲۰۰۸ در پکن در دسته ۷۸ کیلوگرم بود اما نتوانست به فینال راه پیدا کند.
او ابتدا در برابر یالنیس کاستیو از کوبا در دور مقدماتی شکست خورد و سپس در برابر ساگات آبیکیوا از قزاقستان نیز شکست خورد و حذف شد.